# 界限街
界限街（かいげんがい、広東語読み：ガーイハーンガーイ）は、香港の九龍半島にある主要な道路。かつて、この道路のある場所を境に、南側をイギリス領、北側を当時の中国の政権である清の領土（後にイギリスの租借地）とする境界線があったことで知られる。
九龍半島北部をほぼ東西に貫いている。3車線で、路線の大部分は西から東への一方通行である。南側を太子道西（Prince Edward Road West）がほぼ並行する形で通っていて、この道路が界限街とは逆に東から西への交通を担っている（完全な一方通行ではない）。
始点は、深水埗区にある通州街（Tung Chau Street）との交差点で、終点は九龍城区の太子道西との交差点である。終点付近には、啓徳空港の跡地がある。

## 歴史
1860年、アロー戦争の結果による北京条約により、九龍半島のうち香港島に近接している一部が清からイギリスに割譲された。このとき、清とイギリス領の境界となったのが、現在界限街がある位置である。イギリスはこの境界を「界限線（Boundary Line）」と称した。その後、1898年に新界が99年間の期限でイギリスに租借され、界限線の南北両側ともイギリスの勢力圏になったため、イギリスはこれを「旧辺境線」（Old Frontier Line）と改称した。
当初、この線上に当たる位置に正式な道路はなかったが、1934年に九龍塘地区の発展に伴い租借地と割譲地の間の地税について問題が発生したため、当時の香港政庁は境界線上に一本の道路を建設した。これが現在の界限街となった。

かつては東西両端とも海（ビクトリア港）に近接していたが、現在ではどちらも埋立により海からは離れてしまった（このうち東側は、啓徳空港の建設による）。
1997年7月1日、条約による租借地・割譲地の区別にかかわらず、香港は界限街の南北両側とも中国に返還された。
こうした歴史的な意味を持つ道路ではあるものの、現在ではごく普通の市街地であり、道路やその周辺に記念碑などの類は一切存在しない。

## 現状
香港の全体が中国に返還された現在では界限街の境界線としての意味は薄れているが、現在でも九龍と新九龍の境界となっている。この他、界限街の中ほどにある東鉄線のガードより西側では、界限街が油尖旺区（南側）と深水埗区（北側）との境界線ともなっている。このガードより東側は、界限街の南北両方とも九龍塘区である。

## 周辺
界限街の中ほどから東寄りの部分にかけては又一村（Yau Yat Tsuen）や九龍仔（Kowloon Tsai）などの高級住宅街がある。日系企業の工場や事務所も多くある観塘（Kwun Tong）に比較的近いため、界限街周辺には日系企業（主にメーカー系）の現地駐在員やその家族が多く住んでいる。また、学校が多く集まる地区でもあり、香港でも有名な私立学校が沿道に数校ある。日蓮正宗と香港創価学会会館がある。
西寄り部分は、アパートメントの地上部分に店を持つ自動車修理業者が多く集まる一角があるなど、商業地兼住宅地となっていて、中低所得者層が主な住人である。
観光名所となっている場所に、バードガーデン（雀鳥花園）がある。現在では、KCRのガード沿いに位置しているが、元々は旺角にあったものが地区の再開発により移転してきたものである。